# Der doppelte Alfred

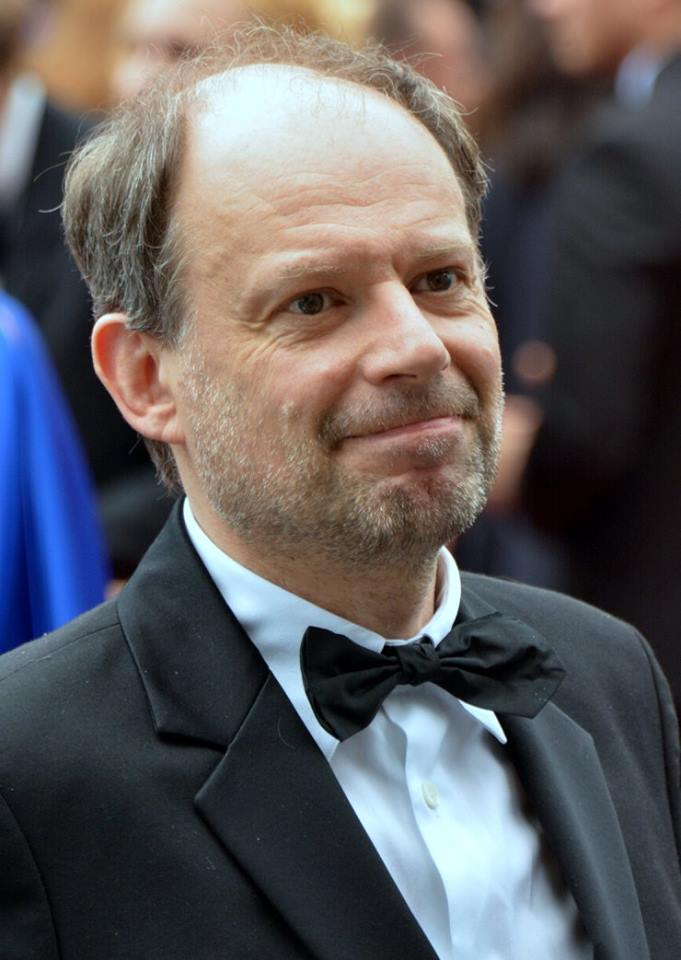
Denis Podalydès spielt Alexandre (Foto von 2018)

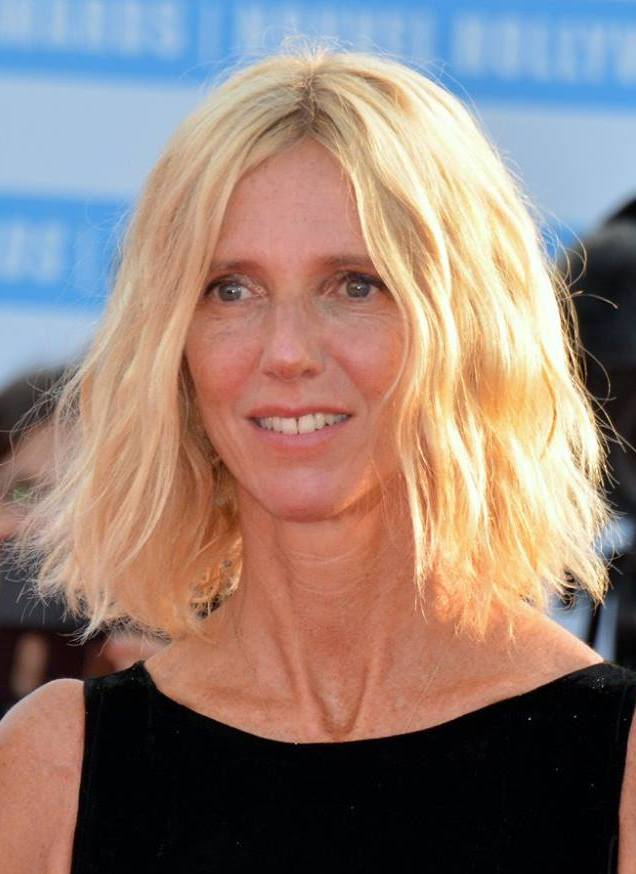
Sandrine Kiberlain spielt Séverine (Foto von 2018)

Der doppelte Alfred ist ein französischer Film aus dem Jahr 2020. Der Film war in der offiziellen Auswahl der Internationalen Filmfestspiele von Cannes 2020. Im Fernsehen wurde der Film am 10. Mai 2023 von Arte ausgestrahlt.

## Handlung
Der arbeitslose Alexandre kümmert sich in der Abwesenheit seiner Frau Albane, die auf einem U-Boot bei einer Mission im Ausland dient, um ihre zwei Kinder. Wegen einer zurückliegenden Affäre ist ihr Verhältnis gespannt, Albane hat ihm ein Ultimatum gesetzt: Innerhalb von zwei Monaten muss er einen Job haben und seine Finanzen geregelt bekommen.
Im Kindergarten trifft Alexandre auf Arcimboldo, der in seiner Ich-AG verschiedene Dienstleistungen anbietet und Alexandre jetzt zu dessen Vorstellungsgespräch fährt. Arcimboldo hat die Angewohnheit, sich an jeden Menschen anzukletten, der ihm gefällt, und nistet sich ab da zunehmend in Alexandres Wohnung ein.
In dem Start-up-Unternehmen the box des jungen Aymeric, das Marketing- und Eventkampagnen organisiert, kann Alexandre sofort anfangen. Was genau er dort zu tun hat, ist ihm aufgrund des ihm fremden Business-Kauderwelsch, das dort gesprochen wird, unklar, aber zumindest kann er sein Gehalt und seinen Urlaub selbst festlegen. Allerdings müssen sich alle Mitarbeiter rund um die Uhr verfügbar halten und dürfen keine Kinder haben, da Elternschaft mit den Anforderungen des Unternehmens als unvereinbar gilt. Alexandres Bemühungen, seine Kinder mit Arcimboldos Hilfe vor seiner Vorgesetzten Séverine erst zu verbergen und dann als Arcimboldos Kinder auszugeben, um zumindest seine Probezeit zu überstehen, führen zu etlichen komischen Szenen.
Während ihres ersten gemeinsamen Auftrages finden Séverine und er eine Art Gefallen aneinander und schließen einen Pakt, sich gegenseitig gegen Aymerics Launen in Schutz zu nehmen. Die Technisierung und Liberalisierung des Lebens wird mit überdrehten Mitteln dargestellt: Immer wieder wird die gesamte Belegschaft spätabends zu (verpflichtenden) Partys eingeladen; Séverine nutzt ein autonom fahrendes Auto, das allerdings seine Macken hat; das Leben der meisten Menschen wird von Handy-Apps strukturiert; tagsüber fallen ohne inhaltlichen Bezug zur Handlung blecherne Drohnen auf die Straßen, die Arcimboldo in einer Szene gegen Entgelt einsammelt und auflädt.
Alexandre findet heraus, dass eine bei the box arbeitende Praktikantin Séverines Tochter ist. Da diese mit allen Mitarbeitern zu tun hat, sind ihr kleine Details aufgefallen, die verraten, dass die meisten der Angestellten Kinder haben und dies vor dem Chef verbergen. Bei der nächsten wöchentlichen Videokonferenz outen sie sich alle als Eltern; dazu erfährt Aymeric, dass die Angestellte Sarah von ihm ein Kind erwartet. Aymeric sieht ein, dass er nicht alle auf einmal entlassen kann, und entscheidet sich zudem für seine kommende Vaterrolle. Gemeinsam führen alle Beschäftigten für einen Kunden einen Drohnenkampf durch.
Als Alexandres Frau Albane von ihrer Mission zurückkommt, begrüßt sie ihn herzlich. Arcimboldo fährt Séverine zu einem Termin, beide küssen sich, bevor er sie absetzt. Anschließend tänzelt und hüpft Arcimboldo fröhlich davon.

## Synchronisation
Die deutsche Synchronisation übernahm die EVA Studios Germany GmbH. Das Dialogbuch schrieb Christoph Cierpka, der auch die Dialogregie übernahm.
| Rolle              | Darsteller         | Synchronsprecher    |
| ------------------ | ------------------ | ------------------- |
| Alexandre Duveteux | Denis Podalydès    | Asad Schwarz        |
| Arcimboldo         | Bruno Podalydès    | Michael Lott        |
| Aymeric            | Yann Frisch        | Marios Gavrilis     |
| Bürgermeister      | Patrick Ligardes   | Frank Röth          |
| Sarah              | Leslie Menu        | Johanna von Gutzeit |
| Séverine Cupelet   | Sandrine Kiberlain | Katrin Zimmermann   |
| Suzie              | Luàna Bajrami      | Lana Finn Marti     |

## Produktion
Der Film wurde im Département Val-de-Marne und in Paris gedreht.

## Rezeption

### Kritiken
Das Lexikon des internationalen Films gibt dem Film 5 von 5 Sternen und schreibt: „Eine einfallsreiche satirische Komödie um eine durchdigitalisierte (Arbeits-)Welt, in der hinter schicken Fassaden identitätsverzehrende Praktiken vorherrschen. Dabei ist der Film keineswegs fortschrittsfeindlich, vielmehr sucht er mit liebevoller Detailfülle und schelmischer Haltung nach humanen Gesten und poetischen Momenten im überfordernden Alltag.“
Oliver Armknecht gibt dem Film bei film-rezensionen.de insgesamt 7 von 10 Punkten.

### Auszeichnungen und Nominierungen
Beim Silk Road Festival 2021 wurden Bruno Podalydès und Denis Podalydès mit dem Golden Silk Road Award in der Kategorie Bestes Drehbuch ausgezeichnet. Der Film wurde in der Kategorie Bester Film nominiert.